# Warped Tour 2007 Tour Compilation
Warped Tour 2007 Tour Compilation è la decima compilation del Warped Tour, pubblicata il 5 giugno 2007.
È stata descritta come "una compilation adatta a pompare adrenalina agli skater".
In copertina figura Wil Francis, cantante degli Aiden, durante la loro esibizione al Warped Tour 2006.

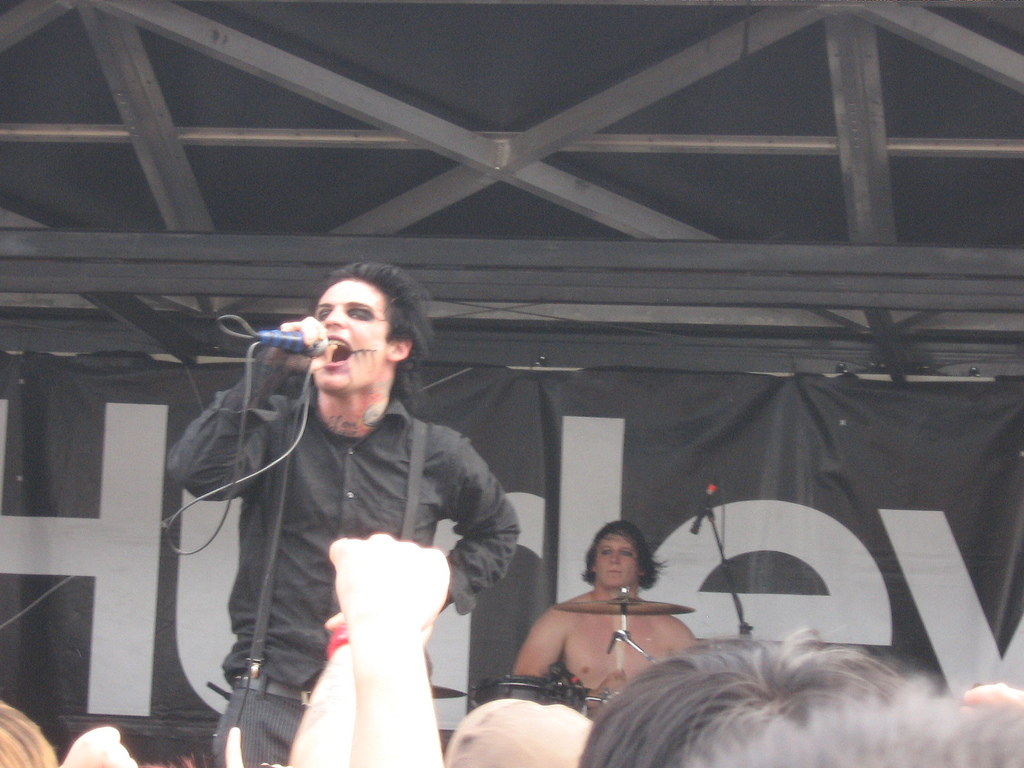
Wil Francis degli Aiden

## Tracce

### Disco 1
1. Alkaline Trio – Fire Down Below – 3:42
2. Bad Religion – Requiem for Dissent – 2:07
3. Killswitch Engage – The Arms of Sorrow – 3:43
4. As I Lay Dying – Confined – 3:09
5. Cute Is What We Aim For – Lyrical Lies [Electric] – 3:15
6. Big D and the Kids Table – Steady Riot – 2:37
7. Tiger Army – After World – 3:16
8. I Am Ghost – Our Friend Lazarus Sleeps – 2:55
9. Norma Jean – Songs Sound Much Sadder – 3:04
10. Matches – Little Maggots – 2:42
11. Only Crime – Take Me – 2:35
12. LoveHateHero – Amity – 3:10
13. Amber Pacific – Summer (In B) – 3:33
14. Buck O Nine – I'm Not Dead – 1:56
15. Street Dogs – Fading American Dream – 2:54
16. The Briggs – Song of Babylon – 2:25
17. Escape the Fate – Reverse This Curse – 3:40
18. Gallows – Rolling with the Punches – 3:31
19. Madina Lake – House of Cards – 3:37
20. Haste the Day – Akeldema – 2:47
21. Blessthefall – Could Tell a Love – 2:50
22. Guff – Sympathy of Voices – 3:00
23. Set Your Goals – This Song Is Definitely Not About a Girl – 2:54
24. My American Heart – The Shake (Awful Feeling) – 3:27
25. Mayday Parade – Black Cat – 3:22

Durata totale: 76:11

### Disco 2
1. The Used – The Ripper – 2:56
2. Poison the Well – Letter Thing – 2:28
3. Chiodos – To Trixie and Reptile, Thanks for Everything – 3:18
4. Bayside – Duality – 3:00
5. Paramore – This Circle – 4:03
6. Gogol Bordello – 60 Revolutions – 2:58
7. Aiden – We Sleep Forever – 3:17
8. Vanna – The Things He Carried – 3:42
9. The Human Abstract – Mea Culpa – 3:30
10. Ryan's Hope – Killing Through Song – 2:07
11. Meg & Dia – Monster – 2:40
12. Bedouin Soundclash – Until We Burn in the Sun (The Kids Just Want Love Song) – 3:55
13. Smoke or Fire – The Patty Hearst Syndrome – 2:59
14. The Casualties – In It for Life – 2:01
15. Toasters – You're Gonna Pay – 2:56
16. The Higher – Insurance? – 3:07
17. Piebald – Oh, the Congestion – 2:29
18. Blinded Black – Under the Sunrise – 3:11
19. Greeley Estates – The End of All We Know – 3:21
20. Strung Out – Calling – 3:43
21. Parkway Drive – Smoke 'Em If Ya Got 'Em – 3:40
22. The Unseen – At Point Blank – 1:57
23. Olympia – M-80 – 3:21
24. Tokyo Rose – A Pound of Silver Is Worth Its Weight in Blood – 3:12
25. Mad Caddies – State of Mind – 3:48

Durata totale: 77:39

## Classifiche
| Classifica (2007)         | Posizione massima |
| ------------------------- | ----------------- |
| Stati Uniti               | 31                |
| Stati Uniti (independent) | 2                 |